# Laurent Charvet
Pour les articles homonymes, voir Charvet.
Laurent Charvet est un footballeur français né le 8 mai 1973 à Béziers. Il fut attaquant, milieu défensif puis enfin défenseur central à mesure que sa carrière avançait.

## Biographie
Il commence sa carrière professionnelle comme attaquant à l'AS Cannes, avant de passer milieu défensif à Newcastle United puis stoppeur à Manchester City.  
Après sa carrière de footballeur professionnel, il joue au RC Grasse (Division d'Honneur de la Ligue de Méditerranée).

## Carrière
- 1994- janv. 1998 : AS Cannes  France
- janv. 1998-1998 : Chelsea  Angleterre
- 1998-oct. 2000 : Newcastle United  Angleterre
- oct. 2000- janv. 2003 : Manchester City  Angleterre
- janv. 2003-2003 : FC Sochaux  France[2]

## Palmarès
- Vainqueur de la Coupe des Coupes en 1998
- Vainqueur de la Coupe de la League en 1998
- Champion d'Angleterre de D2 en 2002 avec Manchester City
- Finaliste de la Coupe d'Angleterre en 1999

## Statistiques
- 2 matchs et 0 but en Coupe des Vainqueurs de Coupes
- 3 matchs et 1 buts en Coupe de l'UEFA
- 2 matchs et 0 but en Coupe Intertoto
- 102 matchs et 19 buts en Division 1
- 91 matchs et 3 buts en Premier League